# 坂本正吾
坂本 正吾（さかもと しょうご）は、日本の男性脚本家、ゲームシナリオライター、声優。

## 略歴
日本大学芸術学部卒。在学中より、雑誌『コンプティーク』にてライターをつとめる。並行して青二塾に通い、その後青二プロダクションより声優としてデビュー。以降、銀プロダクション移籍後から、徐々に「書く仕事」にウェイトを移していく。アコルトおよびリップオンヒップ所属を経て、長年のフリーランス活動の後、2017年頃からサイゲームス所属となった。
ゲームの制作現場への理解も深い。特に『侍』開発の際には、外注参加であるにも関わらず、シナリオおよびスクリプトチームの実質チームリーダーとして、三浦洋晃と共にチーム全体をまとめ上げた。
サイゲームスにおいてはシナリオチームのマネージャーとして、自身の執筆のみでなく、同社の提供するさまざまなコンテンツの監修にあたっている。
単なるゲームのコマでなく人物として違和のない自然な台詞や挙動と、家族や友人への愛情溢れるドラマ性を、ゲーム展開と密に連携させて表現する、確立された作風を持つ。

## 参加作品

### テレビアニメ
2006年
- LEMON ANGEL PROJECT（脚本〈第4話・第6話・第11話 - 第13話〉）

### ゲーム
2002年
- 侍（シナリオ）

2005年
- THE IDOLM@STER（シナリオ[2]）
- 状況開始っ!（シナリオ）

2007年
- THE IDOLM@STER（シナリオ）※Xbox 360版

2009年
- THE IDOLM@STER Dearly Stars（シナリオ）

2014年
- アイドルマスター ワンフォーオール（シナリオ[3]）
- みんなのテニス ポータブル（シナリオ）

2016年
- カルドセプト リボルト（シナリオ）

## 出演
太字はメインキャラクター。

### テレビアニメ
- ゲゲゲの鬼太郎（第4作）（1996年 - 1998年、ガイコツB、TVアナウンサー、怪物、ウーストレル、木場先生 他）
- 地獄先生ぬ〜べ〜（1996年、運転手）
- 美少女戦士セーラームーンセーラースターズ（1996年、監督、ディレクター）
- 頭文字D（1998年）
- カードキャプターさくら（1998年）
- 星方武侠アウトロースター（1998年、側近）

### OVA
- それゆけ!宇宙戦艦ヤマモト・ヨーコII（1997年、客C）
- 聖少女艦隊バージンフリート（1998年、記者）

### ゲーム
- ラングリッサーIV（1997年、バルク将軍、魔神グラーズ）
- ファーストKiss☆物語（1998年）
- 爆走デコトラ伝説2 男人生夢一路（1999年、文次郎）
- ゲイルガンナー（2000年、スレッジ・ハンマー）
- 兎-野性の闘牌-（2002年、加藤治）
- イースIV MASK OF THE SUN -a new theory-（2005年、ハイランド長老）

### ドラマCD
- ツインビーPARADISE（1996年、グレイプ先生）

## 参考資料
- ゲーム開発最前線 『侍』はこうして作られた アクワイア制作2課の660日戦争（2002年6月、新清士、新紀元社、ISBN 4-7753-0043-1）